# Felice di Molfetta
Felice di Molfetta (ur. 7 kwietnia 1940 w Terlizzi) – włoski duchowny katolicki, biskup Cerignola-Ascoli Satriano w latach 2000-2015.

## Życiorys
Uzyskał dyplom z teologii na Papieskim Uniwersytecie Laterańskim, a w latach 1974-1977 studiował w Papieskim Instytucie Liturgicznym św. Anzelma w Rzymie, uzyskując tytuł licencjata.
Święcenia kapłańskie przyjął 29 czerwca 1966. Był m.in. rektorem seminarium w Molfetta (1976-1986),
profesorem sakramentologii i wprowadzenia do liturgii w Trani i Nardò, kanonikiem kapituły Terlizzi (od 1978) i kapelanem Jego Świątobliwości (od 1982). W latach 1986–2000 był proboszczem parafii Niepokalanego Poczęcia NMP w Terlizzi.

### Episkopat
29 kwietnia 2000 został mianowany przez papieża Jana Pawła II biskupem diecezji Cerignola-Ascoli Satriano. Sakry biskupiej udzielił mu 1 lipca tegoż roku abp Donato Negro. Dwa tygodnie później objął rządy w diecezji.
1 października 2015 papież Franciszek przyjął jego rezygnację z pełnionego urzędu złożoną ze względu na wiek.